# Sächsisches Staatsarchiv

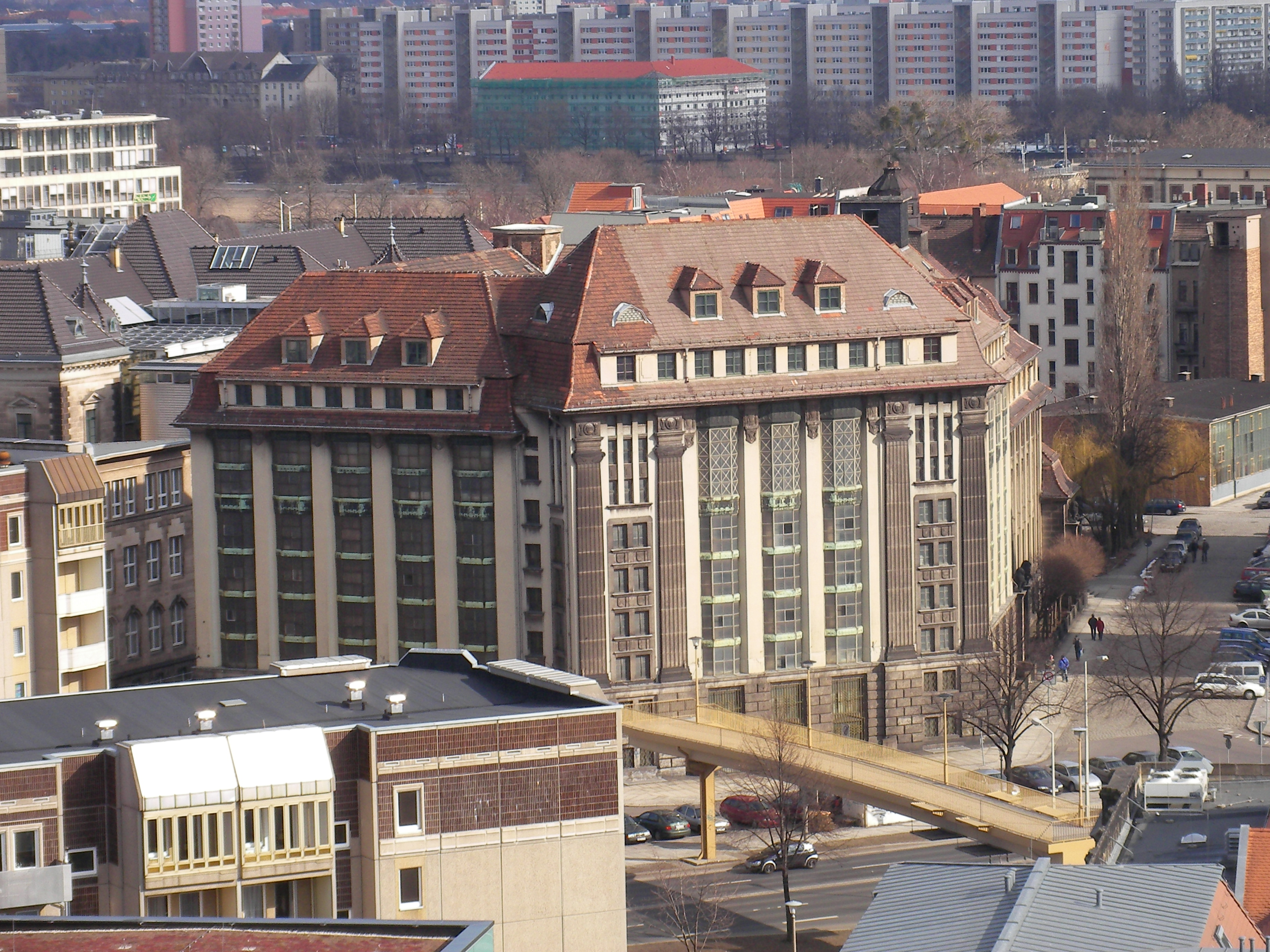
Hauptstaatsarchiv Dresden

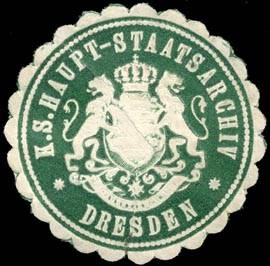
Siegelmarke Königlich Sächsisches Haupt-Staatsarchiv Dresden

Das Sächsische Staatsarchiv ist eine zum Geschäftsbereich des Sächsischen Staatsministeriums des Innern gehörende Behörde des Freistaates Sachsen mit Sitz in Dresden. 

## Geschichte

### Vorläufer
Durch Verordnung vom 26. April 1834 wurde das Hauptstaatsarchiv des Königreichs Sachsen eingerichtet. Es entstand aus der Vereinigung des Geheimen Archivs und des Kabinettsarchivs mit den Behördenarchiven der nach 1831 aufgelösten zentralen Behörden. 1873 wurde das Finanzarchiv angegliedert. Seit dem letzten Drittel des 19. Jahrhunderts entwickelte es sich zum Zentralarchiv des sächsischen Staates. Als solches bestand es bis 1952. Die 1932 beginnende und nach 1949 verstärkt fortgesetzte Regionalisierung im sächsischen Archivwesen führte zu einer dezentralisierten Unterbringung des staatlichen Archivguts auch in weiteren, neu eingerichteten Landesarchiven in Leipzig und Chemnitz sowie der Außenstelle in Freiberg. 1945 in Sächsisches Landeshauptarchiv und 1965 in Staatsarchiv Dresden umbenannt, führte das Dresdner Haus seit Juni 1993 die Bezeichnung Sächsisches Hauptstaatsarchiv.

### Das heutige Sächsische Staatsarchiv
Das Sächsische Staatsarchiv wurde mit Wirkung zum 1. Januar 2005 aus den drei selbstständigen Staatsarchiven in Dresden, Leipzig und Chemnitz sowie der Außenstelle in Freiberg gebildet. Gleichzeitig wurde das Referat Archivwesen aus dem Sächsischen Staatsministerium des Innern ausgegliedert und zum Bereich „Zentrale Aufgaben, Grundsatz“ umbenannt.
Bis 2007 gliederte sich die Behörde in die vier Dienststellen
- Hauptstaatsarchiv Dresden
- Staatsarchiv Chemnitz
- Staatsarchiv Leipzig (einschließlich der Deutschen Zentralstelle für Genealogie)
- Bergarchiv Freiberg

Durch Organisationserlass des Sächsischen Staatsministerium des Innern vom 10. Oktober 2007 erfolgte eine Umstrukturierung in fünf Abteilungen
1. Zentrale Aufgaben / Grundsatz – einschließlich Referat 13: Archivzentrum Hubertusburg (Zentralwerkstatt zur Erhaltung von Archiv- und Bibliotheksgut sowie audiovisuelle Medien in Wermsdorf)
2. Hauptstaatsarchiv Dresden
3. Staatsarchiv Chemnitz
4. Staatsarchiv Leipzig – einschließlich des Referates 33: Deutsche Zentralstelle für Genealogie
5. Bergarchiv Freiberg

Eine Sonderstellung innerhalb des Sächsischen Staatsarchives hat das Staatsfilialarchiv Bautzen, das seit dem Jahr 2000 zusammen mit dem Stadtarchiv Bautzen zum Archivverbund Bautzen zusammengeschlossen ist.

## Sitz
Sitz des Sächsischen Staatsarchivs war nach seiner Gründung zunächst das Hauptgebäude des Sächsischen Staatsministeriums des Innern, Wilhelm-Buck-Str. 2. Danach bezog das Staatsarchiv neue Räume in dem vom Architekturbüro Schulz + Uhlemann zum Ministerialgebäude umgestalteten ehemaligen Studentenwohnheim Wilhelm-Buck-Str. 4. Seit dem Abschluss der Sanierung des Hauptstaatsarchivs Dresden hat das Sächsische Staatsarchiv seinen Sitz in der Archivstraße 14 im Verwaltungsgebäude des Hauptstaatsarchivs.

## Leitung
Erster Leiter des Sächsischen Staatsarchives war Jürgen Rainer Wolf, der vom 10. Oktober 2007 bis zu seiner Pensionierung im Oktober 2011 als Direktor fungierte. Seit Dezember 2011 wird das Archiv von der Direktorin Andrea Wettmann geleitet.

## Publikationen
Das Sächsische Staatsarchiv gab bis 2021 die Schrift Sächsisches Archivblatt heraus. Seit dem 1. April 2022 betreibt das Sächsische Staatsarchiv den SAXARCHIV-Blog im geistes- und sozialwissenschaftlichen Portal Hypotheses. Jeden Montag erscheint ein neuer Artikel.
In Kommission mit dem Mitteldeutschen Verlag erscheint in unregelmäßigem Turnus die Veröffentlichungsreihe des Sächsischen Staatsarchivs, die sich in die Reihen A: Archivverzeichnisse, Editionen und Fachbeiträge; B: Kleine Schriften, C: Ausstellungskataloge und D: Digitale Veröffentlichungen gliedert.
Daneben präsentiert das Archiv auf seinem Internetportal Online-Findbücher und Beständeübersichten der einzelnen Abteilungen.